# 秘銀
秘銀（英語：mithril）是J·R·R·托爾金奇幻作品中虛構的一种金屬。它的外表呈银白色，類似於銀，比鋼坚固，却很轻巧。这个名词最早出现在《魔戒》系列中，而后在1966年校订版的《哈比人历险记》中被追述。在1937年的第一版《哈比人历险记》中，比尔博得到的锁子甲衬衣被描述为“银铁”所製。
在《魔戒》中，托尔金写到只有中土的凯萨督姆（摩瑞亚）才能找到秘银，矮人们在那里开采。不过，在《未完成的故事》当中，托尔金提到努曼诺尔也出产秘银。
Mithril一词来自于辛达林语中的两个词根——mith，意思是“灰色”，而ril的意思则是“闪烁，闪耀”。在昆雅语当中，这金属的名字是mistarille（米斯塔利尔）。秘银也被叫做“真银”或“摩瑞亚银”，矮人对它取了不为外人所知的秘密称呼。

## 性能
在经过凯萨督姆时，甘道夫曾给魔戒遠征隊描述秘银：

“秘银！世界上所有的人都会为了它抢破头。它的延展性如同青铜一样大，又可以像是玻璃一样磨光。矮人可以将它打造成坚胜钢铁、却又轻如鹅毛的金属。它的美丽如同一般的白银，但秘银的光泽不会随着时光而衰退。”

伊瑞詹的诺多精灵使用秘银打造了一种合金“伊希尔丁”（星月），用来装饰入口和正门。它只能在星光或月光下可见。摩瑞亚的西大门就镶有伊希尔丁的花纹和符文:48:53。这被认为是暗示《哈比人历险记》中的“月之文字”也是由伊希尔丁所印制而成。

## 产量
在托尔金笔下的中土世界，第三纪元时，秘银极其稀有，当时也只能在凯萨督姆找到。当炎魔摧毁了矮人的王國凱薩督姆后，中土仅有的秘银来源也断绝了。在摩瑞亚被矮人遗弃之前，那里一直是处活跃的矿坑，據說秘银的价值相当于自身重量10倍的黄金。矮人放弃了摩瑞亚，秘银的开采完全停止之后，这种金属成为无价之宝。

## 秘银衣
在所有秘银制品中，最著名的就是那件“锁子甲小衬衫”，那是在恶龙史矛革的藏宝中找回的，索林·橡木盾将其送给了比尔博·巴金斯。在那之后，甘道夫对这件秘银衬衫的估价“比夏尔和夏尔之上的一切事物还要多”。

「而且，还有这个！」比尔博接著拿出一叠看来比外表要沈重的东西。他解开了好几层的布包之后，拿出一件锁子甲背心。这是由许多金属环所结成的，拥有如同布料一般的弹性，像冰一般的低温，如同钢铁一般坚硬。它闪烁著如同白银一样的光芒，上面点缀著白色的宝石。跟整套背心配成一套的是一条珍珠和水晶的皮带。

2941年五军之战时比尔博始终穿着秘银衬衫，在返回夏尔后，他把它挂在房间的架子上，之后又将其借给了米丘窟的博物馆，直到3001年他离开夏尔时才取走。
3018年佛罗多·巴金斯准备摧毁魔戒的使命时，他得到了比尔博送的秘银衬衫。在摩瑞亚的马扎布尔大厅内，半獸人的一只长矛刺向佛罗多，而锁子甲救了他一命。之后这铠甲两度保护了佛罗多，一次是逃出摩瑞亚时挡住了半兽人的箭，另一次则是在横跨安都因河时挡下一箭。
山姆·詹吉误以为佛罗多死在屍羅巢穴外时，他把衬衫留在佛罗多身上。佛罗多被半兽人带走，而半兽人们也因为那件衬衫而产生了内讧。佛罗多得救了，但衬衫却被一个半兽人抢走。索伦之口在黑门前把衬衫和佛罗多的其他物品展示出来，意图让联军误以为佛罗多被抓住了。甘道夫一把抢回了衬衫并拒绝了与敌人的一切会谈。
故事的最后，佛罗多穿着衬衫参加了庆典并踏上归家的旅程。在回到故乡时，占领夏尔的萨鲁曼用一把小刀意圖刺殺佛罗多，而衬衫再度让它的主人安然无恙。萨鲁曼后被葛力马刺死。

## 托尔金笔下的其他秘银制品
在搜查了欧散克塔的密室后，伊力萨王和他的侍从们找到了遗失多年的第一块伊兰迪米尔，一枚精灵水晶制成的白色星星，固定在一条秘银链子上。它曾属于雅诺王国第一代国王伊兰迪尔，是北方王国王权象征之一。伊兰迪尔在最后联盟之战战死后，他的长子埃西铎继承王位。在埃西铎北返雅诺的首都时，他的亲兵队被半兽人伏击。埃西铎跳入河中逃跑，却被弓箭射死了。多年后萨鲁曼找到了第一块伊兰迪米尔。埃西铎的后裔们使用的是另一块复制品，直到伊力萨王将南北两王国重新合并。阿拉贡两块都用，复制品在平时佩带，重大场合则使用原件。
矮人们最爱的金属也在南方王国刚铎出现。米那斯提力斯内城卫兵的头盔都是秘银打造，是“光荣古老时代的传家宝。”在摄政王执政时期，刚铎只有内城卫兵依旧佩带有断绝的国王家族的徽章，正规兵的铠甲在经历数百年后因破旧被更换了，但秘银铠甲从不朽坏，所以不需要替换，而且秘银制造的物件也不再有可换性，摄政王不能因为那些徽章就中止使用这些稀有的贵重铠甲。
魔戒聖戰时期，阿拉贡的船队为米那斯提力斯解围时，他的旗舰上飞扬的军旗展现出一顶由秘银和黄金绣成的王冠。
金雳成为爱加拉隆的领主后，他和他的手下為米那斯提力斯铸造了秘银和钢铁作成的大门，以替换之前那扇被安格馬巫王毁坏的大门。
凯兰崔尔夫人的精灵魔戒南雅，是由秘银打造的，其上镶嵌着一块坚石（可能是钻石）。

## 其他作品
由於托爾金遺產委員會並未註冊mithril一詞的商標，秘银或其他轉寫（mithral、mythril等）经常出现在其他虚构背景故事（如角色扮演游戏）中，最早的例子就是龙与地下城的被遗忘的国度设定。
在角色扮演游戏《龙与地下城》中還虚构了一种比秘銀还要坚硬的金属，称作为“精金”（Adamantine），可以附着咒文。是卓尔精灵喜欢用来打造兵器的金属。而且瑪瑙及精金与秘銀还能制作出合金聖秘銀。聖秘銀的顔色為深紫，強度為秘銀的五十倍。
在许多电脑游戏、電子游戏或動畫中，秘银也有出现，如《魔獸世界》、《上古卷轴II：匕首雨》、《泰拉瑞亚》、《上古卷轴IV：湮没》、《无尽的任务》、《overload》、《RuneScape》、《亚瑟王的暗黑时代》、《天堂II》、《仙境傳說》、《龙与地下城Online》、《驚爆危機》、《銃皇無盡的法夫納》、《交响曲传奇》、《最终幻想》、《光明與黑暗》、《冒险岛》、《啪嗒砰》、《星之海洋》、《惊天动地》、《牧场物语》、《王国之心》、《瑪奇》、《Muck》、《崩坏3》等。这名字常用于命名特殊的样式或金属（通常是铠甲，基本上都是最好的式样），有时也被用来命名货币、计划或设备。